# Hennediella heimii
Hennediella heimii (Hedw.) R.H. Zander, 1993 è una specie di muschio della famiglia Pottiaceae.

## Distribuzione e habitat
La specie è presente in entrambe le regioni polari. L'areale boreale comprende tutta la regione artica e si estende a sud fino alla California centrale e Nuovo Messico in America settentrionale, all'Italia centrale e alla Serbia in Europa e alla Mongolia in Asia. Nell'emisfero australe, la specie è presente in alcune stazioni costiere del continente antartico e su numerose isole antartiche e sub-antartiche. L'areale australe si estende verso nord fino all'Isola del Sud della Nuova Zelanda e, in America meridionale, alle regioni temperate del Cile e dell'Argentina. È assente nelle regioni tropicali ed equatoriali del pianeta.